# Chichicuastla
Chichicuastla är en ort i Mexiko.   Den ligger i kommunen Tihuatlán och delstaten Veracruz, i den sydöstra delen av landet, 220 km nordost om huvudstaden Mexico City. Chichicuastla ligger 51 meter över havet och antalet invånare är 479.
Terrängen runt Chichicuastla är huvudsakligen platt. Chichicuastla ligger nere i en dal. Runt Chichicuastla är det ganska tätbefolkat, med 179 invånare per kvadratkilometer. Närmaste större samhälle är Poza Rica de Hidalgo, 14,2 km söder om Chichicuastla. Trakten runt Chichicuastla består till största delen av jordbruksmark.